# Banda Ionica
La Banda Ionica è un ensemble di musicisti diretti da Roy Paci formatasi nel 1997 per valorizzare le musiche del Sud Italia che accompagnano le celebrazioni e le marce funebri.

## Storia della Banda Ionica
La Banda Ionica nacque nel 1997 dall'iniziativa di Roy Paci e Fabio Barovero entrambi affascinati dalle celebrazioni della Settimana Santa in Sicilia. Il progetto prevedeva infatti il coinvolgimento di musicisti di Bande siciliane al fine di riarrangiare e rielaborare brani tipici delle processioni e celebrazioni, ed oggi adottate dalle bande municipali in Campania, Calabria e Sicilia.
Nel 1998 firmarono per la Felmay, con cui pubblicarono il loro primo album intitolato Passione, che comprendeva brani bandistici utilizzati perlopiù nel rito e nelle processioni del Venerdì Santo, e spesso nei riti funebri. Tra questi anche brani di autori importanti e poco conosciuti al di fuori di questi ambiti come Enrico Petrella e Amedeo Vella. Nello stesso anno il regista francese Patrice Leconte inserì un loro brano nel film La ragazza sul ponte, ed il progetto, inizialmente nato come estemporaneo, prese maggiore consistenza. Nel 2000 il brano Jone venne inserito nella compilazione The Rough Guide To The Music Of Italy (World Music Network). In questi anni Passione divenne un disco seminale e di culto, "un apice di meraviglia per intenditori".
Nel 2002 pubblicarono il loro secondo album intitolato Matri mia (Felmay), che prevedeva di portare un passo più avanti le intuizioni del disco precedente, proponendo canzoni perlopiù nuove, che mescolassero la canzone popular a sonorità bandistiche, coinvolgendo anche numerosi ospiti chiamati a mettere soprattutto le voci ai nuovi brani, e tra questi vi furono Vinicio Capossela, il francese Arthur H, lo spagnolo Dani Carbonell, Mauro Ermanno Giovanardi dei La Crus, Cristina Zavalloni. Il disco presentava poi toni surreali, come in Lorenzo in Sicilia, che parodiava il famoso tema delle musiche di Lawrence d'Arabia  riproponendolo in salsa bossa nova. L'album fu presentato al Teatro Regio di Torino l'11 aprile 2002 all'interno della XII edizione della rassegna Musica 90 - Dalle Nuove Musiche al Suono Mondiale ed uscì l'8 marzo, in occasione della festa della donna.
Tra le partecipazioni a compilazioni sono da ricordare la tedesca Shantel Presents Bucovina Club (Essay Recordings, 2003) curata da Shantel, World 2003 (Music Without Frontiers) (Narada World, 2003) curata da Charlie Gillett e Barcelona Raval Sessions (Satélite K, 2003).
Nel 2004 Davide Ferrario inserì un loro brano nel film Dopo mezzanotte. Nel 2005 Alessandro D'Alatri commissionò loro il brano omonimo per la colonna sonora del film La febbre, che vinse il Nastro d'argento alla migliore colonna sonora nel 2006, dove hanno anche interpretato Storia d'amore di Adriano Celentano, Fratelli d'Italia, Per Domenico Morelli e altri cinque brani dai tratti dai due dischi pubblicati.

## I componenti
- Fabio Barovero - fisarmonica, tastiere
- Roy Paci - tromba, direttore d'orchestra

Orchestra di circa venti elementi
- Gaetano Ramaci, trombone;
- Rosario Patania trombone, bombardino;
- Gianfranco Rafalà clarinetto;
- Salvatore Di Stefano flicorno;
- Gaetano Santoro sax tenore e contralto;
- Salvatore Salvia sax baritono;
- Roberto Rapisarda basso tuba;
- Alessandro Azzaro percussioni;
- Angelo Pappalardo basso tuba;
- Claudio Alfò bombardino;
- Daniele Limpido sax tenore;
- Egidio Valentino bombardino;
- Francesco Cusa - percussioni;
- Gaetano Limpido sax tenore;
- Gaetano Mazzone basso tuba;
- Giuseppe Consiglio trombone;
- Paolo Boccaccio percussioni;
- Salvatore Morello clarinetto;
- Sebastiano Bell'Arte corno;
- Sebastiano Nanè flauto;
- Sebastiano Sessa corno;
- Sebastiano Tuccitto clarinetto;
- Vincenzo Catinello sax contralto.

## Discografia

### Album
- 1997 Passione
- 2002 Matri mia

### Partecipazione a colonne sonore
- 1998 La ragazza sul ponte, regia Patrice Leconte  (un brano)
- 2004 Dopo mezzanotte, regia di Davide Ferrario  (un brano)
- 2005 La febbre, regia di Alessandro D'Alatri (nove brani)